# Повелитель летающей гильотины
«Повелитель летающей гильотины» (англ. Master of the Flying Guillotine, англ. One-armed Boxer vs. the Flying Guillotine, кит. 獨臂拳王大破血滴子) — сиквел фильма «Однорукий боксёр» от режиссёра и сценариста Джимми Ван Юя совместного производства Тайваня и Гонконга.

## Сюжет
Летающая гильотина, оружие в виде летающего диска, использовавшееся для нанесения тяжёлых ранений на большом расстоянии, применялось специально обученными дворцовыми стражами императора Юнчжэна династии Цин. Единственный выживший мастер этого искусства был Фэншэнь Уцзи, многолетний отшельник, который в конечном счёте был вынужден покончить с одиночеством и пойти на месть за убийство двух своих учеников неким одноруким бойцом.
Одноруким бойцом, ответственным за их смерть, был Юй Тяньлун, ханьский патриот-революционер, призванный сместить охваченную коррупцией маньчжурскую династию Цин. Для того, чтобы отыскать других мастеров боевых искусств, способных присоединиться к выполнению почётного дела, он открывает школу кунг-фу.
В это время проходил турнир за звание короля боевых искусств, на котором собралось множество мастеров-бойцов со всего мира, включая Таиланд, Индию и Японию; каждый из участников использовал уникальную технику в поединке.
В процессе проведения мероприятия множество бойцов стали жертвами летающей гильотины Фэншэнь Уцзи, в числе которых был однорукий эксперт по кунг-фу, организатор турнира, а также его дочь У Сяоте, едва избежавшая смерти. Юй Тяньлун, также присутствовавший там, был лишь зрителем.
Тем не менее Уцзи был психопатом-убийцей, твёрдо настроенным на уничтожение всех одноруких бойцов. Вследствие этого он объединил усилия с иностранными мастерами, чтобы покончить с Тяньлуном в его же школе. В результате этого Тяньлун получил серьёзное ранение, но смог сбежать и укрыться в близлежащем храме, где он встретился с пострадавшей Сяоте. Восстанавливая свои силы, Тяньлун изобрёл необычную технику для противостояния летающей гильотине. Затем он собрал своих оставшихся в живых учеников и начал подготовку к схватке с Уцзи. Один за другим иностранные боевые эксперты теряли свои жизни, и, наконец, Уцзи попал в ловушку и был убит в магазине гробов, испытав на себе новую технику Тяньлуна.

## Исполнители ролей
- Джимми Ван Юй — Юй Тяньлун, однорукий боксёр
- Цзинь Ган — Фэншэнь Уцзи
- Дорис Лун Цзюньэр — У Сяоте, дочь Чаншэна
- Лау Кавин[англ.] — Чжан Цзяюй, "Трёхзвенная палка"
- Юй Сунчжао — У Чаншэн
- Лун Фэй — Якума, "Побеждающий без ножа"
- Се Син — Се Син, "Однорукий змеевидный кулак"
- Джек Лун Шицзя — Ван Цзян, "Быстрый меч"
- Сюэ Хань — судья турнира
- Шань Мао[яп.] — лесоруб
- Хуан Лун — Шэньюн
- Филип Куок[англ.] — Хэ Бовэй, "Палка для фехтования"
- Хоу Бовэй — Чжан Сюн, "Мастерство косы"
- Хо Вайхун — монгол Тимучин
- Ци Фуцзян — Ню Сы, "Железная рубаха"
- Сунь Жунчжи — Ли Сань, "Отважный"
- Ван Тайлан — Ма Укун, "Прыгающая обезьяна"
- Ма Цзиньгу — Су Лян с Явы
- Цзинь Лун — Чжао У, "Летающая петля"
- Вон Лик — Лэй Гун, "Парный кинжал"
- Ван Юншэн — Тао Насин, "Йога"
- Джимми Лун Фон[англ.] — Ли Цзяньминь, "Стиль тигра и журавля"
- Тан Такчхён — Дун Эр, "Восемь шагов кулака богомола"
- Су Чжэньпин — Цзо Лун
- Чжан Игуй — Цзо Ху
- Сам Чхимпо — Най Мэн из Таиланда
- Оу Либао — бродяга

## Критика
На сайте «Rotten Tomatoes» фильм получил 90 % по результатам 20 обзоров, а на сайте «Metacritic» — оценку 57 из 100 на основе 11 рецензий.